# Rudnia (dopływ Białej Lądeckiej)
Rudnia – potok górski w Sudetach Wschodnich, w Krowiarkach, w woj. dolnośląskim, lewy dopływ Białej Lądeckiej
Górski potok o długości ok. 4,2 km, lewy dopływ Białej Lądeckiej, należący do dorzecza Odry i zlewiska Morza Bałtyckiego.

## Nazwa
Oficjalną nazwą jest Rudnia, na mapach występuje jako Rudawka, natomiast na mapie turystycznej Masyw Śnieżnika, Góry Bialskie, Góry Złote, Krowiarki figuruje nazwa Rudawice.

## Bieg potoku
Źródła potoku położone są w północno-wschodniej części Krowiarek na wysokości ok. 560 m n.p.m., pomiędzy Kuźniczymi Górami na południowym wschodzie a Siniakiem na północnym zachodzie. Powstaje z połączenia kilku drobnych, bezimiennych potoków powstających z niewielkich źródeł, wysięków, wykapów i młak, znajdujących się na podmokłych łąkach i zagajnikach na obszarze zwanym Rudawice. Potok płynie ku NE-NNE. W miejscu, gdzie z prawej strony wpływa doń Czerwony Potok, znajdują się zabudowanie należące do Stójkowa. Niżej potok przecina nieczynna linia kolejowa Kłodzko-Stronie Śląskie oraz szosa z Kłodzka do Stronia Śląskiego. W miasteczku Lądek-Zdrój, poniżej kościoła, uchodzi do Białej Lądeckiej. 

## Dopływy
- Kilka bezimiennych strumieni bez nazwy spływających ze zboczy Krowiarek.

## Miejscowości, przez które przepływa
- Stójków – jedno gospodarstwo
- Lądek-Zdrój